# Lill-Gäddsjön (Jokkmokks socken, Lappland)
Lill-Gäddsjön är en sjö i Jokkmokks kommun i Lappland och ingår i Råneälvens huvudavrinningsområde.